# Hypena antimima
Hypena antimima är en fjärilsart som beskrevs av Fletcher 1961. Hypena antimima ingår i släktet Hypena och familjen nattflyn. Inga underarter finns listade i Catalogue of Life.